# Atlantik-Bastardschildkröte
Die Atlantik-Bastardschildkröte oder Karibische Bastardschildkröte (Lepidochelys kempii) gehört zur Familie der Meeresschildkröten. Ihre Gattung ist die kleinste und seltenste und sie ist stärker bedroht als die anderen Meeresschildkröten. Die Karibische Bastardschildkröte lebt ausschließlich im Golf von Mexiko sowie im Osten der Vereinigten Staaten in flachen Küstengewässern. Nur die Weibchen kommen an Land, um ihre Eier abzulegen.

## Körperbau und besondere Merkmale
Selten ist bei der Atlantik-Bastardschildkröte der Carapax länger als 76 cm. Ihr Durchschnittsgewicht liegt bei 30 bis 45 kg. Haut sowie Rücken- und Bauchpanzer sind grau gefärbt, doch kann sich mit zunehmendem Alter die Farbe verändern. Bauchpanzer, Hals und die Unterseite der Schultern können dann gelblich werden, während sich der Rückenpanzer olivgrün verfärben kann. Wie bei den anderen Meeresschildkröten ist der Panzer oval, abgeflacht und von Hornschuppen bedeckt. Die Meeresschildkröten besitzen nicht mehr die Fähigkeit, den Kopf im Panzer zu verbergen, sodass sie sich aktiv verteidigen müssen. Dabei schnappt die Atlantik-Bastardschildkröte bis zur völligen Erschöpfung wild um sich.

## Wanderwege und Nistverhalten

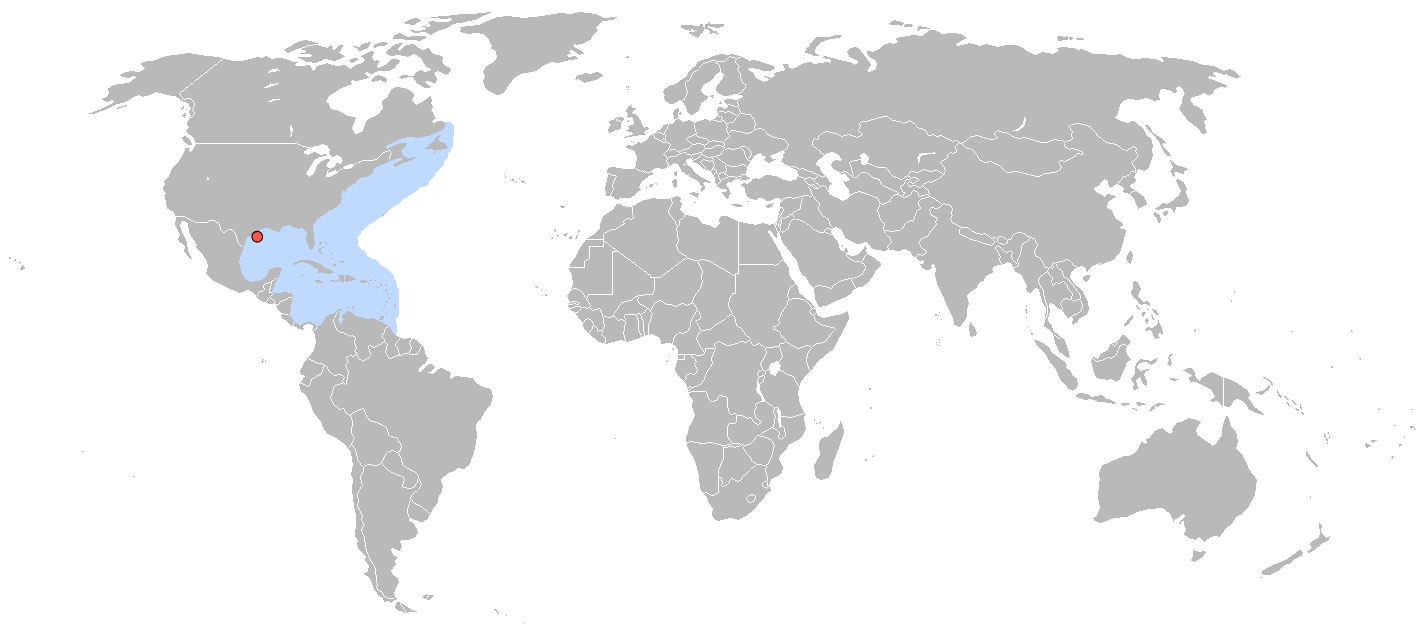
Verbreitungsgebiet und Nistplätze

Das Wanderverhalten der Atlantik-Bastardschildkröte weicht von dem der anderen Meeresschildkröten ab, da sie sich fast ausschließlich in der Karibik aufhält. Zudem nistet sie fast nur an einem abgelegenen Strand, der sich in der Nähe von Rancho Nuevo im mexikanischen Staat Tamaulipas befindet. In der Zeit von April bis Juni legen die Weibchen insgesamt dreimal Eier ab. Dennoch ist die Atlantik-Bastardschildkröte stark bedroht. Mexikanische Kojoten und andere wilde Tiere fressen die Eier. Des Weiteren gefährden die Jagd sowie die Fischerei die Tiere, während auch Plastikmüll in den Meeren, den die Schildkröten nicht von tatsächlicher Nahrung unterscheiden können, tödlich ist.
Die Nahrung der Atlantik-Bastardschildkröte besteht hauptsächlich aus Krebsen, Krabben, Muscheln, Hummern, Quallen und Schnecken.